# Романова Анна Анатоліївна
Романова Анна Анатоліївна (нар. 21 лютого 1985, Чернігів) — експерт, виконавча директорка «Асоціації Індустрії Гостинності України», доктор економічних наук, український політик, депутат Верховної Ради VIII скликання, секретар Комітету Верховної Ради України з питань сім'ї, молодіжної політики, спорту та туризму, голова підкомітету з питань туризму, курортів та рекреації, член парламентської фракції Об'єднання «Самопоміч». До того була заступником Чернігівського міського голови. З 2019 безпартійна.
За даними руху CHESNO увійшла у ТОП-25 найдоброчесніших депутатів Верховної Ради VIII скликання
Невістка Наталії Романової.

## Життєпис
У 2013 році закінчила школу розвитку лідерського потенціалу ASPEN-Україна та Українську школу політичних студій (USPS)

### Освіта
- 1991—2001 рр. — навчалася у Чернігівській загальноосвітній школі фізико-математичного профілю № 12 (отримала срібну медаль за успіхи у навчанні);
- 2001—2006 рр. — Чернігівський державний педагогічний університет імені Т. Г. Шевченка, за спеціальністю «Історія та соціальна педагогіка» (отримала диплом з відзнакою);
- 2007—2009 рр. — Чернігівський державний технологічний університет, за спеціальністю «Менеджмент організацій» (отримала диплом з відзнакою);
- 2011—2014 рр. — Національна академія державного управління при Президентові України, за спеціальністю «Управління суспільним розвитком» (отримала диплом з відзнакою).

### Трудова діяльність
- жовтень 2006 — листопад 2008 рр. — менеджер відділу розвитку, ТОВ «Фірма „Вена“», м. Чернігів (розширення мережі супермаркетів будівельних матеріалів);
- листопад 2008 — грудень 2010 рр. — керівник проєкту, ТОВ «Фірма „Вена“», м. Чернігів (проведення маркетингових досліджень, координація роботи Колл-центру та власної служби «Mystery Shopping», контроль над підвищенням якості обслуговування клієнтів);
- грудень 2010 — вересень 2014 рр. — заступник Чернігівського міського голови (координація діяльності структурних підрозділів міської ради у сфері туризму, міжнародної співпраці, культури, спорту, сім'ї та молоді).
- грудень 2014 — серпень 2019 рр. — народний депутат України Верховної Ради VIII скликання
- з 2019 р. — виконавча директорка «Асоціації Індустрії Гостинності України»[2]
- з 2019 р.– доцент кафедри «Регіоналістики і туризму» Київського Національного Економічного Університету імені В.Гетьмана[7]
- з 2020 р. — експертка Українського Культурного Фонду, приватний підприємець
- з 2020 р. — консультант програми USAID «Економічна підтримка Сходу України»[8]

## Громадсько-політична діяльність
- з 2001 р. — волонтер, експерт та координатор багатьох проєктів у громадському секторі;
- 2008—2017 рр. — голова Чернігівської міської громадської організації «Громадська думка»;
- 2014—2016 рр. — керівник Чернігівської обласної організації Політичної Партії Об'єднання «Самопоміч».
- Кандидат у народні депутати від «Самопомочі» на парламентських виборах 2019 року, № 21 у списку[9].
- з 2019 року покинула ряди партії «Самопоміч», щоб політика не заважала реалізовувати проєкти по розвитку країни.

## Наукова діяльність
Доктор економічних наук
У 2020 р. захистила докторську дисертацію на тему: «Стратегія економічного розвитку туристичної індустрії в умовах глобалізації».
Є одним з небагатьох українських експертів з розвитку туристичної індустрії, територіального брендингу та підвищення конкурентоспроможності територій.
Автор понад 50-ти наукових публікацій на тему розвитку туристичної індустрії, книг та монографій.
- Романова А. А. Використання Інтернет-маркетингового та управлінського інструментарію при розробці удосконалення місцевої інфраструктури (на прикладі м. Чернігова)[12]
- Романова А. А. Застосування маркетингової інформаційної системи у процесі розроблення стратегічного плану брендингу території[13]
- Романова А. А. Совершенствование методологических подходов к разработке концепции повышения региональной конкурентоспособности (на примере г. Чернигов)[14]
- Романова А. А. Туристична індустрія: стратегія розвитку та управління: одноосібна монографія. Чернігів[15]
- Романова А. А. Фінансові інструменти запобігання ризиків на туристичному ринку України. Детермінанти соціально-економічного розвитку України в умовах трансформаційних зрушень: колективна монографія. Чернігів.[16]
- Романова А. А. Удосконалення інструментів роботи з DataBases у туристичному секторі. Вісник Хмельницького національного університету. 2020. № 3. С.125-129.[17]
- Романова А. А., Сисоєва С. І. Вплив глобалізації на українську туристичну індустрію. Вісник Харківського національного аграрного університету ім. В. В. Докучаєва. Серія «Економічні науки». 2018. № 2. C. 179—190. [фахове видання]. (0,75 друк. арк.).[18]
- Romanova A. Global trends of tourism development. Herald of Kyiv State University of Trade and Economics. 2017. № 6 (116). Р. 32–42. [Міжнародні наукометричні бази: Index Copernicus, Google Scholar, фахове видання]. (0,6 друк. арк.)[19]
- Romanova A. A., Zhydok V. V., Zabashtanska T. V. Market research of inbound tourists in Chernigov as a factor of increasing tourist attractiveness. Scientific bulletin of Polissia. 2017. Vol. 1, № 2 (10). P. 216—228. [Міжнародні наукометричні бази: Web of Science, Index Copernicus, Google Scholar, фахове видання]. (0,45 друк. арк.) Особистий внесок автора: проаналізовано динаміку та структуру туристичних потоків. (0,15 друк. арк.)[20]
- Романова А. А. Види туризму та їх класифікація у контексті сучасних тенденцій розвитку туріндустрії. Управління туристичною індустрією: методологія і практика: матеріали IV Міжнародної науково-практичної інтернет конференції (Полтава, 27-28 вересня 2017 р.). Полтава. 2017. С. 4-6. (0,1 друк. арк.).[21]

## Депутатська діяльність
- Секретар Комітету ВР з питань сім'ї, молодіжної політики, спорту та туризму. Голова підкомітету з питань розвитку туризму, курортів та рекреаційної діяльності.
- Член міжпарламентської комісії зі співробітництва Верховної Ради України та Національних Зборів Республіки Білорусь.
- Заступниця члена Постійної делегації у Парламентській асамблеї Організації Чорноморського економічного співробітництва
- Співголова групи з міжпарламентських зв'язків з Республікою Білорусь.
- Член міжфракційного депутатського об'єднання «ЄвроОптимісти».

### 2014
Зареєструвала законопроєкт щодо можливості присвоєння звання Героя України особам, які не є громадянами України (задля того, щоб увіковічити пам'ять Героїв Небесної Сотні — громадян інших держав, зокрема Михайла Жизневського, Давида Кіпіані та Зураба Хурцію).

26 грудня 2014 року внесла пропозицію до Бюджетного кодексу про фінансування коледжів та технікумів на 3,7 млрд гривень. Перед цим була пропозиція перекласти фінансування вищих навчальних закладів I—II акредитації на місцеві бюджети. Оскільки у місцевих бюджетах не було закладено такої норми, то можлива була б ситуація, що більшість із них просто б закрили.
«Тобто, технікуми і коледжі, могли припинити своє існування. В результаті запеклих боїв, півгодинної суперечки, з перевагою в 1 голос пройшла моя поправка в Бюджетний кодекс», — повідомила Анна Анатоліївна після засідання Бюджетного комітету ВР.

### 2015
В складі делегації депутатів Верховної Ради на Генасамблеї ПАЧЕС 27 листопада виразила протест проти російської окупації Донбасу та анексії Криму, зірвавши виступ голови Державної Думи Російської Федерації Сергія Наришкіна
Автор понад десяти законопроєктів, спрямованих на розвиток туристичного потенціалу України.

### 2019
Анна Романова за незалежним рейтингом руху ЧЕСНО увійшла в десятку найбільш доброчесних депутатів Верховної Ради України восьмого скликання.

## Сім'я
Виховує доньку Вікторію. Свекруха (мати колишнього чоловіка) — Наталія Романова — відомий чернігівський політик.

## Цікаві факти
- Анна Романова — одна з 28 депутатів, які відвідували всі засідання ВРУ на момент дослідження агентством VOX Ukraine у травні 2015 року.[28]